# 에른스트 2세 폰 호엔로에랑엔부르크 공자

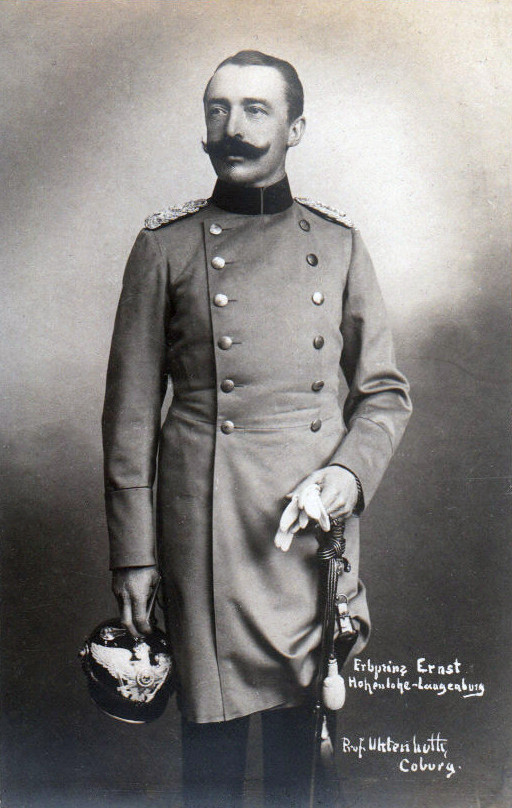
에른스트 2 폰 호엔로에랑엔부르크 공자

에른스트 2세 폰 호엔로에랑엔부르크 공자(Ernst II, Prince of Hohenlohe-Langenburg, 1863년 9월 13일 ~ 1950년 12월 11일)는 독일 귀족이자 호엔로에랑엔부르크 공자였다. 그는 아내의 사촌인 카를 에두아르트 폰 작센코부르크고타 공작의 미성년 시절인 1900년부터 1905년까지 작센코부르크고타 공국의 섭정을 지냈다.

## 참고 문헌
- (독일어) Frank Raberg, Biographisches Handbuch der württembergischen Landtagsabgeordneten 1815–1933 [Biographical Handbook of the Members of the Landtag of Württemberg, 1815–1833], in the Kommission für geschichtliche Landeskunde in Baden-Württemberg [Commission of the Historical Studies of the State of Baden-Württemberg], (Stuttgart:  W[ilhelm]. Kohlhammer, 2001), ISBN 3-17-016604-2, p. 381.